# Physochlaina macrophylla
Physochlaina macrophylla är en potatisväxtart som beskrevs av Bonati. Physochlaina macrophylla ingår i släktet vårbolmörter, och familjen potatisväxter. Inga underarter finns listade i Catalogue of Life.